# Giromancia
Giromancia é um método de adivinhação no qual uma pessoa gira por dentro ou percorre a circunferência de um círculo desenhado no chão, cujo perímetro é marcado com as letras de um alfabeto. A adivinhação é inferida a partir da letra na posição em que a pessoa tropeça ou cai na borda do círculo. A pessoa repetia a prática "até que desenvolvesse uma sentença inteligível, ou até que a morte ou a loucura interviessem". A tontura causada por girar ou circular tem a intenção de introduzir aleatoriedade ou facilitar um estado alterado de consciência.
A palavra é derivada do latim medieval giromantia, que é derivada do grego giros (círculo) e manteia (oráculo).